# Senon
Senon – miejscowość i gmina we Francji, w regionie Grand Est, w departamencie Moza.
Według danych na rok 1990 gminę zamieszkiwało 205 osób, a gęstość zaludnienia wynosiła 10 osób/km² (wśród 2335 gmin Lotaryngii Senon plasuje się na 840. miejscu pod względem liczby ludności, natomiast pod względem powierzchni na miejscu 162.).